# North Cove (Canada)
North Cove is een verlaten nederzetting in de Canadese provincie Newfoundland en Labrador. De plaats bevindt zich aan de oevers van de Labradorzee in het uiterste oosten van de regio Labrador.

## Toponymie
De historische naam van de plaats in het Inuktitut was Noobootaleweet, oftewel Nuvualuit in de moderne Labradorse Inuktitutspelling. De naam betekent zoveel als "grote landtong", verwijzend naar de vlakbijgelegen Cape North.
De Engelstalige en moderne naam van de plaats is North Cove, al wordt de locatie soms ook Cape North genoemd.

## Geschiedenis
North Cove was historisch gezien een kleine nederzetting van de inheemse Inuit. In het begin van de 19e eeuw woonden er zo'n 30 Inuit in de nederzetting.
De plaats werd net als vele tientallen andere kleine Labradorse Inuit-nederzettingen uiteindelijk verlaten. In de eerste helft van de 20e eeuw was de locatie enkel nog in gebruik als zomeruitvalsbasis van vissers uit de omgeving. In de 21e eeuw staan er nog steeds een handvol gebouwen te North Cove die nu en dan gebruikt worden door vissers.
Er werd in 2002 archeologisch onderzoek gedaan naar onder meer restanten van verscheidene Inuitse plaggenhutten.

## Geografie
De plaats is gelegen aan een kleine inham van de Labradorzee die bekendstaat als de Cape North Cove. Dat is een inham net ten zuiden van de gelijknamige kaap, in het uiterste noorden van het Cape North-schiereiland.
De locatie ligt zo'n 35 km ten oosten van de gemeente Cartwright. Dichterbij gelegen maar eveneens niet langer bewoonde plaatsen zijn onder meer Grady Harbour en Table Bay.